# ساشا گولوب
ساشا گولوب (متولد ۱۹ اکتبر ۱۹۸۱) فیلسوف انگلیسی و استاد گروه فلسفه در کالج کینگ لندن است. گولوب به خاطر تخصص خود در فلسفه فرانسه و آلمان، به ویژه کارهای امانوئل کانت و مارتین هایدگر مشهور است.

## کتابها
- مفاهیم، آزادی و هنجاریت از دیدگاه هایدگر ، انتشارات دانشگاه کمبریج، ۲۰۱۴
- تاریخ فلسفه اخلاق کمبریج، سرویراستار مشترک با جنس تیمرمن ، انتشارات دانشگاه کمبریج، ۲۰۱۷